# ベルガラス
ベルガラス（Belgarath） は、デイヴィッド・エディングスのファンタジー小説『ベルガリアード物語』およびそれに続く『マロリオン物語』などに登場する架空の人物。外伝である『魔術師ベルガラス』では彼の半生が振り返られている。

## 人物概略
その存在すら伝説とされる魔術師で、予言には『愛される永遠なる者』として登場する。娘ポルガラとともに予言の成就に人生を捧げながら、悠久の時を生きている。妻はポレドラ（Poledra）、娘は魔術師ポルガラ（Polgara）とリヴァ王国（Riva）の王妃ベルダラン（Beldaran）、直系の子孫はベルガリオン（Belgarion）。婿は魔術師ダーニク（Durnik）とリヴァ王国の祖《鉄拳》リヴァ（Riva Iron-Grip）。特徴としては、
- 民を持たない梟神アルダー（Aldur）の一番弟子である。
- 非常な長寿で7000年以上生きているとされる。
- 動物に姿を変えることができ、その際は狼の姿を好む。
- 大酒飲みで女好き。手癖が悪く口も悪い。
- 「その方が足に合っているから」という理由で、左右別々の靴を愛用している。よれよれのチュニックとつぎはぎのあるズボン、ベルトの代わりに太い縄をしめるという服装を好む。
- 物事の仕上げはなんでも他人まかせ。

である。ベルガリアード、マロリオンの両方の物語で、娘ポルガラや孫ベルガリオンとともに最重要キャラクターのひとりに位置づけられている。

## 人間性
平和な時代には女と酒をたしなみ、盗みも働くという怠惰で堕落した性格を表に出している。ポルガラは娘として彼の悪癖を矯正しようと、人の数十倍も数百倍も強い意志で頑張っているが、彼の悪癖が直ることはない。
しかし、いったん事件が起きると性格が180度変わる。様々な出来事に注意を働かせ、膨大な知識と知恵と人並み外れた洞察力と魔術を駆使して事件を解決する。『緩』と『急』――この性格の二面性こそ、彼が7千年もの悠久の時を生きるため、己に課せられた宿命をまっとうさせるために欠かせない精神面の重大な要素であったと考えられる。この要素は『孫』ベルガリオンにも継承されている。
他人を指導する能力に長けているが、自らが王や支配者になろうという気はこれっぽっちもない。大衆の面前で見た目も美しいフードつきのローブをまとうことすら面倒で堅苦しいと考える彼にとって、政治や伝統行事など馬鹿馬鹿しいのであろう。つまり、『権力を持つ』ことの本質（＝民を統治することの難しさ、国家を運営することのわずらわしさ）を見抜いている。
そんな利口な彼だからこそ『愛する者のかけがえのなさ』も痛感している。妻ポレドラの死後、彼はポレドラに関わるものに哀愁を感じてやまないほど彼女を心底愛している。娘たちが呼び出した彼女の幻影に、娘夫妻が住むと決めた彼女の小屋に、彼は涙を流し続けた。数千年の時を経て再会してもなお、ベルガラスは己の命を投げ出すほどポレドラを愛しているのである。

## 人生

### 出生から、リヴァ王家一族暗殺事件前夜まで
ベルガラスが生まれたのは7千年以上も昔である。彼はガラという村に生まれた。父はわからず、母は幼い頃に亡くなった。本名および出身民族は不明で、村の人々からは『ガラの村の者』を意味するガラス（Garath）という名で呼ばれた。やがて成長すると、孤児ということで自分を村八分にする村に見切りをつけ、旅に出る。が、ある時、吹雪にあって死にかけ、アルダー谷にまぎれこんだ。やがて娘のポルガラや『孫』のガリオン、エリオンド（Eriond）が時の概念を教わることになる『木』に出会ったのもこのときである。
吹雪の中、石造りの塔の外壁に背を預けて自らを哀れんでいると、塔の内に招きいれられた。彼は塔の中に入り保護されたが、そこの物を盗み出そうと画策した。しかし、そうこうしているうちに塔の所有者である梟神アルダーから様々な仕事を与えられるようになり、そこで暮らすようになった。
そんな生活の中、彼は『意志と言葉』の力（一般には魔術として知られる力）を独力で発見し、アルダー神の一番弟子となった。アルダー神は彼に『最愛の人』を意味する接頭語「ベル」（Bel）を与え、それ以後、彼はベルガラスと呼ばれるようになった。以降、アルダーには他にも6人の弟子が誕生する（ベルキラとベルティラ、ベルサンバー、ベルマコー、ベルディン、ベルゼダー）。
彼は時にはひとりで、時には弟弟子とともに世界中に派遣され、アルダーが「人間たちの代表に気をつけてもらいたい」と案じる様々な問題を取扱う任務を果たすようになった。そんなある日、アルダーの弟の竜神トラク（Torak）が、兄の大事にしていた《珠》を盗むという事件が発生、《珠》を奪還すべく他の兄弟神や彼らの民とともにトラクと彼の民アンガラク人に戦争を仕掛けた際、トラクの愚行で大陸に巨大なヒビが入るという異常事態が起きる。大陸のほとんどは沈み、彼の故郷ガラもヒビの間に割り込んできた海水の下に沈んだ。
ある使命を終えて谷に戻る途中、狼の姿に変化して旅をしている間に、彼は若い雌狼が同行していることに気づいた。気がつけば、若い雌狼とずっとそばにいた。トラクが大陸にヒビを入れたそのときも――。やがて彼女はアルダー谷にしつらえた彼自身の塔へまでついてくるようになった。数百年たった後、彼女は彼が狼から人の姿に変わるのを見て、自分の姿を真っ白な梟に変えて、彼の塔から飛びたった。塔から出た彼女はアルダー谷の一角に1軒の農家を建てた。ベルガラスは彼女に心を寄せ、彼女の名前がポレドラであることを知った。彼はポレドラが人間なのか、あるいは人とは違う何者なのかについては一向にわからなかったが、彼女と結婚した。
ポレドラから妊娠を知らされてしばらく経ったある日、《アルダー谷》に、熊神ベラーの民であるアローン人の王族がやってくる。やがて、一行はトラクの眠るクトル・ミシュラクの鉄塔で《珠》の奪還に成功する。ベルガラスは、純粋な心を持つ《鉄拳》リヴァと彼の子孫を『珠の守護者』とするよう定めた。そして、アロリア王国をチェレク、ドラスニア、アルガリア、リヴァに分割するよう指示した。さらに、リヴァにはベラーが降らせた2つの星から巨大な剣を作らせ、《珠》を剣の柄頭にはめ込むよう告げた。その剣はリヴァの玉座の後ろにある壁に飾られることとなる。
彼がアルダー谷に戻ると、ポレドラは双子の娘を遺して『亡くなっていた』。悲嘆にくれるベルガラスは、ポルガラ（Polgara）、ベルダラン（Beldaran）と名づけられた娘たちと出逢う。その後、失意を紛らわすため、世界各地を転々とし、大いに堕落した生活を送った。彼がアルダー谷に戻ってきたとき、娘たちは13歳になっていた。ベルダランとの父娘関係はうまくいっていたが、ポルガラとの父娘関係はうまくいかなかった。彼は『老いぼれ狼』と名乗り、ポルガラからもそう呼ばれるようになった（最初はその呼び方に憎しみを込めていたが、やがて愛情がこもるようになる）。
ある日、夢に出てきたアルダーの命により、ベルガラスは自身と娘たちのために銀の護符を創る。ベルガラスの護符には狼、ポルガラの護符には梟、ベルダランの護符には《アルダー谷》の木を彫刻した。その護符はペンダントになっていて、一度首につけると、とめ具をはずすのが困難である（ベルダランの没後、彼女の護符はベルガリオンの妻セ・ネドラ（Ce'Nedra）が身につけるようになる）。
ベルガラスはアルダーから、娘のどちらかを《鉄拳》リヴァと結婚させるよう命を受ける。彼は悩んだ末、ベルダランをリヴァのもとに嫁がせた。彼はポルガラとともにアルダー谷に帰り、ポルガラに文字の読み書きや魔術の基本といった、本格的な教育を始める。やがてベルダランがリヴァの息子ダラン（Daran）を出産すると、彼はポルガラにダランを抱かせ、リヴァが見守るなか、ダランを《珠》に受け入れさせる儀式を行った。
その後、ベルガラスはポルガラとともにダリネとボクトールに向かい、のちに『ダリネの書』、『ムリンの書』と呼ばれる2冊の予言書を世に残すことに貢献する。
ボー・ワキューンの壊滅から千年以上経ったある日、彼はリヴァ王家に危機が迫っていることを『ムリンの書』で知ることとなる。

### リヴァ王家一族暗殺事件からベルガリオン誕生まで
ベルガラスはポルガラとともにリヴァに向かうが、時すでに遅く、当時のリヴァ王ゴレク（Gorek）と彼の一族はニーサ人の刺客に暗殺されてしまっていた。が、運よくポルガラがゴレクの孫ゲラン（Geran）を海で救助する。ゲランはリヴァ王家唯一の生き残りだった。彼とポルガラはゲランの生存を隠すことに決めたが、リヴァの《番人》ブランド（Brand）にだけは真実を話した。以後、ゲランと彼の子孫はポルガラと行動をともにすることになる。
一方、ベルガラスはチェレク・ドラスニア・アルガリアのアローン諸国の指導者と会い、リヴァ王家一族暗殺事件の糸を引いていたのは、ニーサの女王サルミスラ（Salmissra）であることを知らせる。アローン諸国の長が軍を率いてニーサの領土のほとんどを占めるジャングルを燃やす一方、彼はベルディン（Beldin）とともにサルミスラのもとへ向かう。サルミスラは毒をあおったあと、事件の真実をすべて打ち明け、そのまま死亡する。
それから数世紀が過ぎた頃、リヴァ王家の子孫と平穏に暮らしていたポルガラに、トラクの弟子クトゥーチク（Ctuchik）の手先であるマーゴ人が近くまで迫っていることを告げ、彼女たちにセンダリアのサルターンからドラスニアのコトゥへ転居させる。彼はポルガラたちを付けねらっていたチャンダー（Chamdar）を数世紀にわたってかく乱した。
アローン暦4850年、トラクの覚醒により皆既日食が起きる。のちに『ボー・ミンブルの戦い』と言われる、アンガラク人とアローン人を中心とした西方諸国の民の戦争の始まりを告げる日蝕である。トラクは『王にして神』という意味の《Kal》を名前の前に付け、『カル・トラク』（Kal Torak）と名乗り、西への侵攻を始めた。一方、ベルガラスはポルガラ及びリヴァ王家一族の末裔たちに警告し、チェレク・ドラスニア・アルガリア・トルネドラ……当時のリヴァの《番人》ブランドにも警告した。そして、ブランドにこう告げる。
「今度の戦いにおける《光の子》はお前さんだ」
そして、ポルガラにリヴァ王家の子孫たちをアルガリアの『砦』に連れて行くよう指示する。
ボー・ミンブルで《闇の子》カル・トラクと《光の子》ブランドの戦いが始まった。この戦いはトラクの予言の読み違えと、「《珠》を楯につける」という奇抜な発想により、ブランドが勝利をおさめる。これ以後、トラクは《神をほふる者》の出現まで永い眠りにつくこととなる。戦いの後、ベルガラスはベルディンとともに、『アシャバの神託』の原本を探しにトラクのいたカランダのアシャバへ向かうが、何も見つからなかった。
その後、リヴァ王家の子孫ゲレイン（Gelane）が熊神教の信徒になったことをポルガラから知らされる。2人でひそかに状況を探った結果、それがチャンダーの仕業であることが判明する。結局、チャンダーは逃げ、ポルガラとゲレイン夫妻も転居することになる。
しばらくして、ベルガラスはガール・オグ・ナドラクに行き、ナドラク人の深層心理を知ることとなる。
それから数世紀ののち、ベルガラスはベルティラ（Beltira）とベルキラ（Belkira）の双子から《神をほふる者》がこれから1世紀以内に現れることを知らされる。彼は世界中を放浪し、予言に関わりのある者が現れる一族の様子を見に行く。
その後、ベルガラスはトルネドラでチャンダーを探すが、足取りがつかめないまま長い時間を過ごす。そんな彼のもとに、予言と関わってくる騎士マンドラレン（Mandorallen）が現れる。若い騎士が届けたのは、現在のリヴァ王家の子孫ゲラン（Geran）の妻イルデラ（Ildera）が妊娠しているというメッセージだった。
そして、5355年のエラスタイドの日――ひとりの男の子が誕生した。が、リヴァ王家の末裔の居所を突き止めていたチャンダーによって、ゲランとイルデラは石でできた家ごと焼き殺されてしまう。ゲランは死の間際、石を押し出してすき間を造り、そこから産まれたばかりのわが子を外に出す。が、チャンダーはすかさず産まれたばかりの赤ん坊を抱いて逃げ出す。しかし、殺意に満ちたベルガラスが駆けつけたものだから、チャンダーは赤ん坊をベルガラスに向かって投げつけて逃げ出した。赤ん坊はガリオン（Garion、のちのベルガリオン（Belgarion））と名づけられ、ポルガラの手に預けられることとなった。

## 『ベルガリアード物語』での活躍
ベルガラスは吟遊詩人として、ときどきファルドー農園を訪れていた。理由はただひとつ。娘のポルガラと幼いガリオンに逢うためだ。
しかし、ガリオンが14歳のとき、リヴァから《アルダーの珠》が盗まれるという事件が発生する。さらに、ファルドー農園の新しい働き手としてブリル（Brill）という男がやって来て、エラスタイドの日にマーゴ人がガリオンらしき人物を探していることを知ったベルガラスはポルガラと相談して、ガリオンを連れて夜のうちに農園を出ることを決意する。彼はポルガラ、ガリオン、鍛冶屋のダーニクとともにファルドー農園を後にする。
【恐ろしい熊】バラク（Barak）・【案内人】シルク（Silk）・【馬の首長】ヘター（Hettar）を仲間に加え、ボー・ワキューンの遺跡にたどり着いたとき、ベルガラスはガリオンにペンダントをプレゼントする。それは彼お手製の銀の護符であり、一族は代々肌身離さずつけてなくてはならないものだと説明する。【弓師】レルドリン（Lelldorin）と【護衛の騎士】マンドラレンを加え旅をすすめるが、猛獣アルグロスの毒の爪にやられ、レルドリンが戦線離脱してしまう。また、チャンダーの魔術で混乱したガリオンが突然、旅の一行から外れる事件が起きてしまう。そのとき、ベルガラスはポルガラとともに護符の力でガリオンを正気に戻した。
ボー・ミンブルに入場した際、ケンカを売るアンドリグ男爵（Andorig）に、ベルガラスは小枝を植えて成長させ、リンゴを実らせる魔術を披露する。以後、アンドリグはこの木を懇切丁寧に世話するようになる。
それからウルゴランドへ向かうが、道中、岩狼と遭遇してしまった。そのとき、ガリオンとポルガラが狼の姿のポレドラの幻を見せると、ベルガラスはしばらくふさぎの虫に襲われてしまう。が、しばらくしてウルゴランドに着くと、ふさぎの虫はすっかりいなくなっていた。彼はゴリムに【盲目の男】レルグ（Relg）を紹介してもらう。新しい仲間を迎えた一行は、クトゥーチクの待つラク・クトルに到着する。ラク・クトルの牢獄で、彼は今まで見つけられなかった【絶えた種族の母】タイバ（Taiba）を見つける。しかし、クトゥーチクとの死闘で、彼は気力も体力も消耗してしまう。
しばらく眠り続けていたベルガラスだが、アルガリアの砦で目を覚ます。すっかり回復した彼はリヴァへ向かい、《アルダーの珠》が【珠かつぎ】の少年エランド（Errand）によって元の場所に戻され、ガリオンが《珠》に触れる光景を見る。そこで、彼はガリオンこそが長いあいだ空位だったリヴァの国王ベルガリオンであることを、人々の前で明かすのだった。
ガリオンの提案により、彼はシルクとともにトラクを倒しに行くメンバーに選ばれる。朝早く、3人はリヴァを抜け出し、ドラスニアの湿地帯を東へ抜けてガール・オグ・ナドラクへ向かい、東方大陸と西方大陸の間にある小さな諸島（通称《陸橋》）を目指す。途中、ボクトールで見つかり、ポレン王妃（Pollen）を説得したり、ガール・オグ・ナドラクの北にあるモリンド人の土地で悪霊使いの一族に出会い、《夢見師》に扮したシルクが口八丁で作り出した悪魔アグリンジャ（Agrinja）を呼び出して、悪霊使いが読んだ悪魔ホージャ（Horja）と戦ったり、陸橋を渡るまでにいろいろな事件に巻き込まれる。
陸橋を渡り、東方大陸に渡ったベルガラスたちは、トラクの眠るクトル・ミシュラクに到着する。トラクの鉄塔の地下室で、爆発音の後に彼らが見たものは、ダーニクの亡骸にすがりついて泣きじゃくる娘ポルガラと、エランドを守ろうとする甲冑姿のセ・ネドラ、そして失望するかつての『兄弟』ゼダー（Zedar）の姿だった。怒りに身を震わせたベルガラスは、言い訳するゼダーと魔術による壮絶な戦いを繰り広げ、彼に死よりも辛い『未来永劫の苦痛』を与えた。
トラクが覚醒したのに対し、身動きひとつとれないガリオンに代わってトラクに飛び掛るも、彼はあっさりと投げ飛ばされてしまう。が、ガリオンの身体を金縛り状態にしていた予言の声が対決の時を悟り、ガリオンを解き放つと、ガリオンは剣術と魔術を駆使した壮絶な戦いの末、トラクを倒す。
すべてが終わったあと、トラク以外の神々が死んだ家族を引き取りに来たとき、ポルガラはダーニクを生き返らせて欲しいと懇願する。ダーニクの蘇生には神々全員の賛成が必要条件となるが、自身の民をトルネドラ人に殺されたマラは憤怒して断る。しかし、ベルガラスは『永遠の奴隷』となっていたマラゴー人女性タイバの存在を教える。マラは納得し、ダーニクはポルガラと同等の魔術を使える者として復活した。

## 『マロリオン物語』での活躍
リヴァ城で結婚したポルガラとダーニク、それからエランドとともに《アルダー谷》へ帰った彼は、娘夫婦が修繕して住むという、ポレドラの小屋を見て寂しさを感じる。小屋の修繕も済み、自身の塔に帰ったところへ、アンガラク人国家を偵察していたベルディンが現れる。ベルディンの口から出た『サルディオン』という言葉に、彼は興味をひかれる。サルディオンの正体を突き止めるべく旅をしていた彼だが、これといった成果を得られないままアルダー谷に戻る。
トラクとの戦いから2年が過ぎたある日、ベルガリオンとセ・ネドラの不和を知ったポルガラに連れられてリヴァに向かう。『孫』夫妻の問題はどうにか娘が解決してくれそうなので安心していたが、翌日、ベルガリオンとエランドから不吉な言葉を聞かされる。
「ザンドラマスに気をつけよ」
玉座の後ろの壁に立てかけてあるリヴァ王の剣にはめられた《アルダーの珠》が赤く光り、予言の声がそう告げた――ベルガリオンとエランドの説明に、彼は興味を持つ。リヴァの書庫にある書物を調べる仕事をベルガリオンに任せ、自身も東方大陸で探索に入る。
ボー・エボール卿（Vo Ebor）の死に伴う問題で、彼の若妻を保護しているマンドラレンと相続人のエンブリグ（Embrig）の間で戦争状態に陥ったとき、それを止めようとベルガリオンが雷を呼び起こしたことに、ベルガラスは大いに怒る。自然現象を扱う魔術は周囲の環境に十分配慮しないと、世界中の気候が激変してしまうのだ。彼らアルダーの弟子たちは異常気象を元に戻すため、世界のあちこちで魔術を駆使した。
やがてベルガリオンとセ・ネドラの間にゲラン（Geran）が産まれるが、熊神教徒の反乱を鎮圧している間に、何者かによってゲランが誘拐されてしまう。ベルガラスたちが途方に暮れているところへ、ケルの女予言者シラディス（Cyradis）の幻影が【物いわぬ男】トス（Toth）を連れて現れる。シラディスは語り始める。ゲランを誘拐したのはザンドラマス（Zandramas）であること、《光と闇の対決》は今回が最後になること、サルディオンは『もはや存在しない場所』にあり、最後の対決はそこで行われること、今度の旅にはベルガリオンのほかにセ・ネドラ、ベルガラスとポルガラの父娘、【珠かつぎ】（＝エランド）、【二つの命を持つ男】（＝ダーニク）、【案内人】（＝シルク）、【物いわぬ男】（＝トス）、【女狩人】、【男ならぬ男】、【からっぽの者】、【見張り女】を連れて行かなければならないこと。それ以外の者を連れて行く場合（もしくは予言に登場する者が『もはや存在しない場所』に到着しない場合）、ゲラン探索は失敗し、ベルガリオンはゲランを殺さなければならなくなること。対決の際にだれかひとり、必ず絶命すること――。ベルガラスはこの探索の旅で「『父』として、導き、育み、守る」役割を担うこととなる。
ベルガリオンの《指南役》として、予言に出てくる仲間を揃え、高僧グロリムや悪魔といった、それまで以上の強敵と戦う仲間たちをフォローし、謎を解いていき、西方大陸から東方大陸に探索の舞台を移していく中で、彼は愛しい女性（ひと）と再会し、新たな『兄弟』と出会い、隠されていた真実を知る。
そして、《光と闇の最終対決》を見届けたあと、様々な出逢いと別れを経験することとなる。旅の仲間や悪友ベルディンの旅立ち、妻ポレドラとの完全なる再会と娘ポルガラが産んだ双子の孫……新しい予言のもと、世界は動き出す。

## 『マロリオン物語』以降
詳細は『魔術師ベルガラス』『女魔術師ポルガラ』を参照。